# Gotebo
Gotebo é uma cidade  localizada no estado norte-americano de Oklahoma, no Condado de Kiowa.

## Demografia
Segundo o censo norte-americano de 2000, a sua população era de 272 habitantes.
Em 2006, foi estimada uma população de 265, um decréscimo de 7 (-2.6%).

## Geografia
De acordo com o United States Census Bureau tem uma área de
2,0 km², dos quais 2,0 km² cobertos por terra e 0,0 km² cobertos por água.

## Localidades na vizinhança
O diagrama seguinte representa as localidades num raio de 28 km ao redor de Gotebo.